# الوهیت در مسیحیت

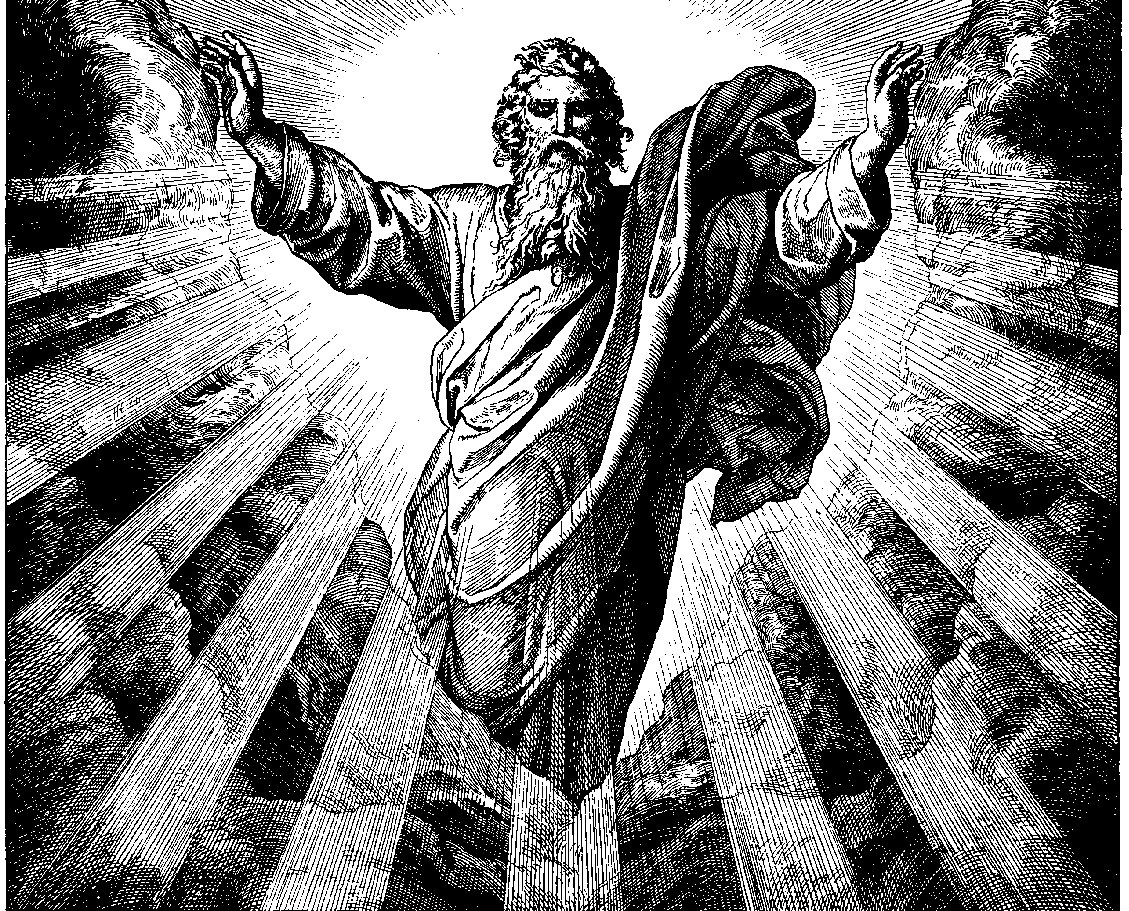
تصویری نمادین از خدا

الوهیت در مسیحیت (انگلیسی: Godhead in Christianity) به جوهر (فلسفه) یا substance (ذات الهی) خدا در مسیحیت — خدای پدر، خدای پسر و روح‌القدس در مسیحیت اشاره دارد.